# Schitul Oneaga
Schitul Oneaga este o mănăstire ortodoxă din România, situată în satul Oneaga din comuna Cristești (județul Botoșani). El a fost înființat în anul 1780 de către boierul Neculai Cristescu în mijlocul pădurii de stejar de pe Dealul Mănăstirii, la 1,5 kilometri est de satul Oneaga. Schitul aparține canonic de Mănăstirea Sihăstria Voronei.
La mănăstire se ajunge de pe un drum pietruit mai greu accesibil, fie din satul Oneaga, fie de la Mănăstirea Sihăstria Voronei.

## Istoric

### Întemeierea schitului
Istoria monahismului în aceste locuri este destul de veche. În secolul al XVIII-lea în pădurea din apropierea satului Oneaga s-au așezat trei pustnici ruși. În anul 1780, clucerul Neculai Cristescu, proprietarul moșiei și al satului Cristești, a ctitorit o biserică din bârne de stejar, cu hramul "Sf. Mare Mucenic Gheorghe". Ea este menționată pentru prima dată în 1834.
Schitul a fost de la început cu obște de călugări și depindea aministrativ de Mănăstirea Vorona. Slujbele religioase erau celebrate fie de ieromonahi de la Mănăstirea Vorona, fie de preoți de mir din satul Oneaga. Într-un pomelnic din anul 1870, întocmit de presbitera Spiridona Gh. Cernescu de la biserica satului Oneaga, sunt menționați preoți de mir și ieromonahi care au slujit la schit. Printre monahii de la Schitul Oneaga sunt cunoscute numele nacealnicilor Mihail, Isaia, Ghervasie, Ilarion, Inochentie, Ioil, Galaction și Porfirie. De asemenea, aici a viețuit o perioadă ieroschimonahul Veniamin Constantinescu (1817-1917), care s-a mutat apoi la Sihăstria Voronei, unde a murit în 1917.
În anul 1862, după o funcționare de 82 ani, schitul a fost desființat printr-o ordonanță domnească. După cum spune tradiția orală, motivul desființării schitului a fost faptul că monahii de aici au oficiat cununia necanonică dintre Gheorghe Cristescu și verișoara sa, Pulcheria (1812-1861), fiica marelui logofăt Alexandru (Dimitrie) Mavrocordat (1775-1861), încălcând astfel canoanele Bisericii Ortodoxe.
Biserica din lemn a fost desfăcută și transportată în satul Vânători din comuna Gorbănești (județul Botoșani) , unde a fost remontată și folosită în continuare drept biserică de mir. În poiana pădurii a rămas doar piciorul mesei altarului.

### Redeschiderea schitului
După căderea regimului comunist, ieromonahii Pimen Chirilă și Teodosie Bahnă din obștea Mănăstirii Sihăstria Voronei au început să strângă materiale de construcție pentru o biserică de zid, dorind să reînvie în poiana din pădure vechia vatră monahală. Cu banii obținuți de la credincioși au construit primele chilii și o fântână.
În anul 1994, din inițiativa lui Calinic Botoșăneanul, Episcop-Vicar al Arhiepiscopiei Iașilor, și cu aprobarea mitropolitului Daniel Ciobotea al Moldovei și Bucovinei, a fost reînființat Schitul Oneaga, cu obște de călugări, avându-l ca egumen pe ieromonahul Teodosie Bahnă. Deoarece Mănăstirea Vorona avea atunci obște de maici, schitul a fost pus în ascultare canonică față de Mănăstirea Sihăstria Voronei. În anul 1995 s-a pus piatra de temelie pentru o nouă biserică, care a fost sfințită la 1 octombrie 1999.
În aceeași perioadă s-au realizat icoanele, catapeteasma și pardoselile, s-a construit o casă nouă cu trapeză și beci (prin contribuția credincioșilor din Oneaga, Rădășeni și Vorona), un turn clopotniță, un gard din piatră de râu la intrare, un grajd pentru animale, un fânar, o nouă fântână. S-a pictat apoi pe interior biserica și s-a amenajat o grădină de zarzavat și o mică livadă.
La 24 iulie 2010, mitropolitul Teofan Savu a oficiat aici o slujbă arhierească, la care au participat numeroși credincioși din satele din împrejurimi și din orașul Botoșani. În cuvântul adresat celor prezenți, la finalul slujbei, înaltul ierarh a remarcat liniștea și frumusețea locului, curățenia și spiritul gospodăresc al egumenului Teodosie.

## Imagini

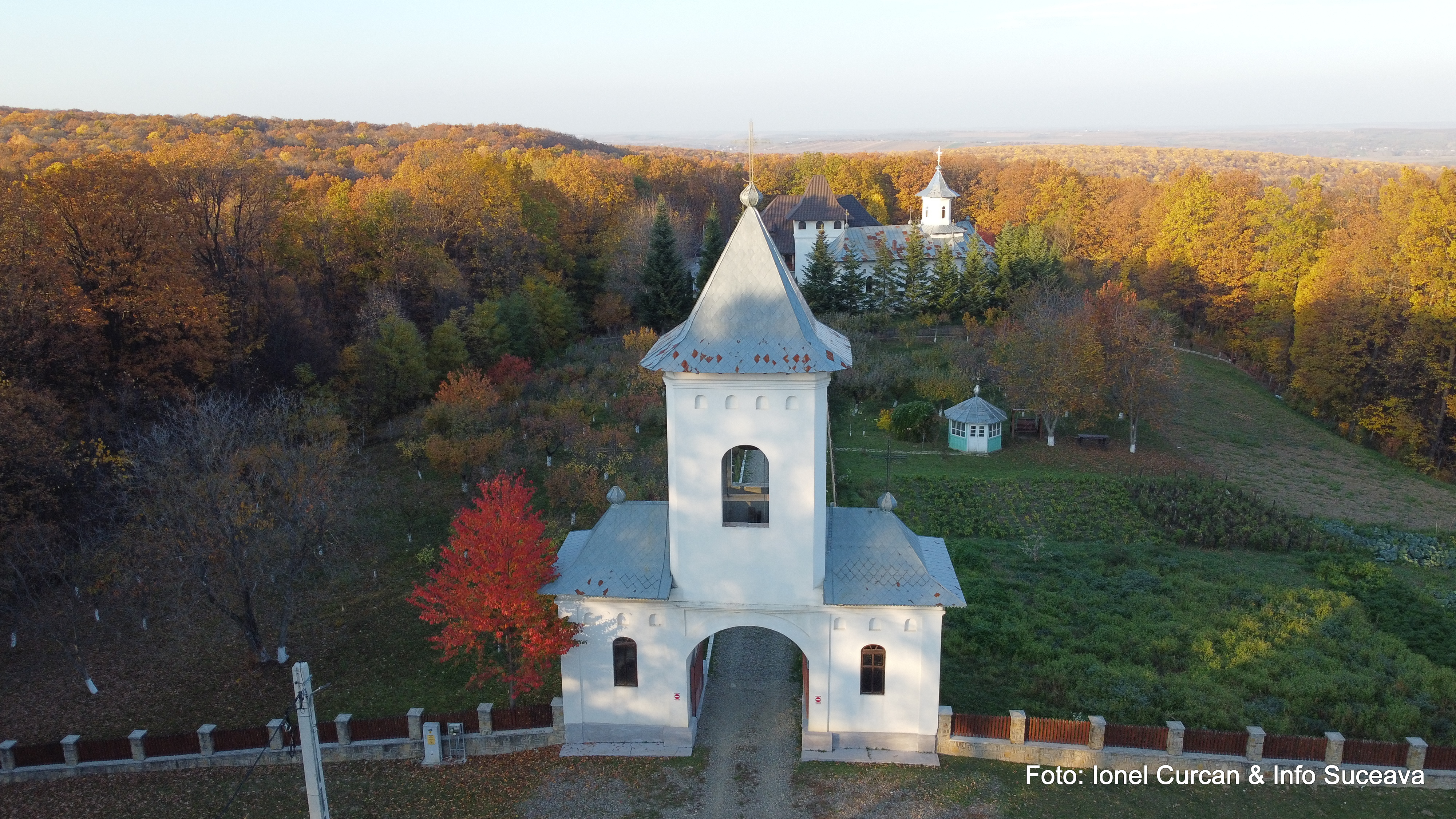
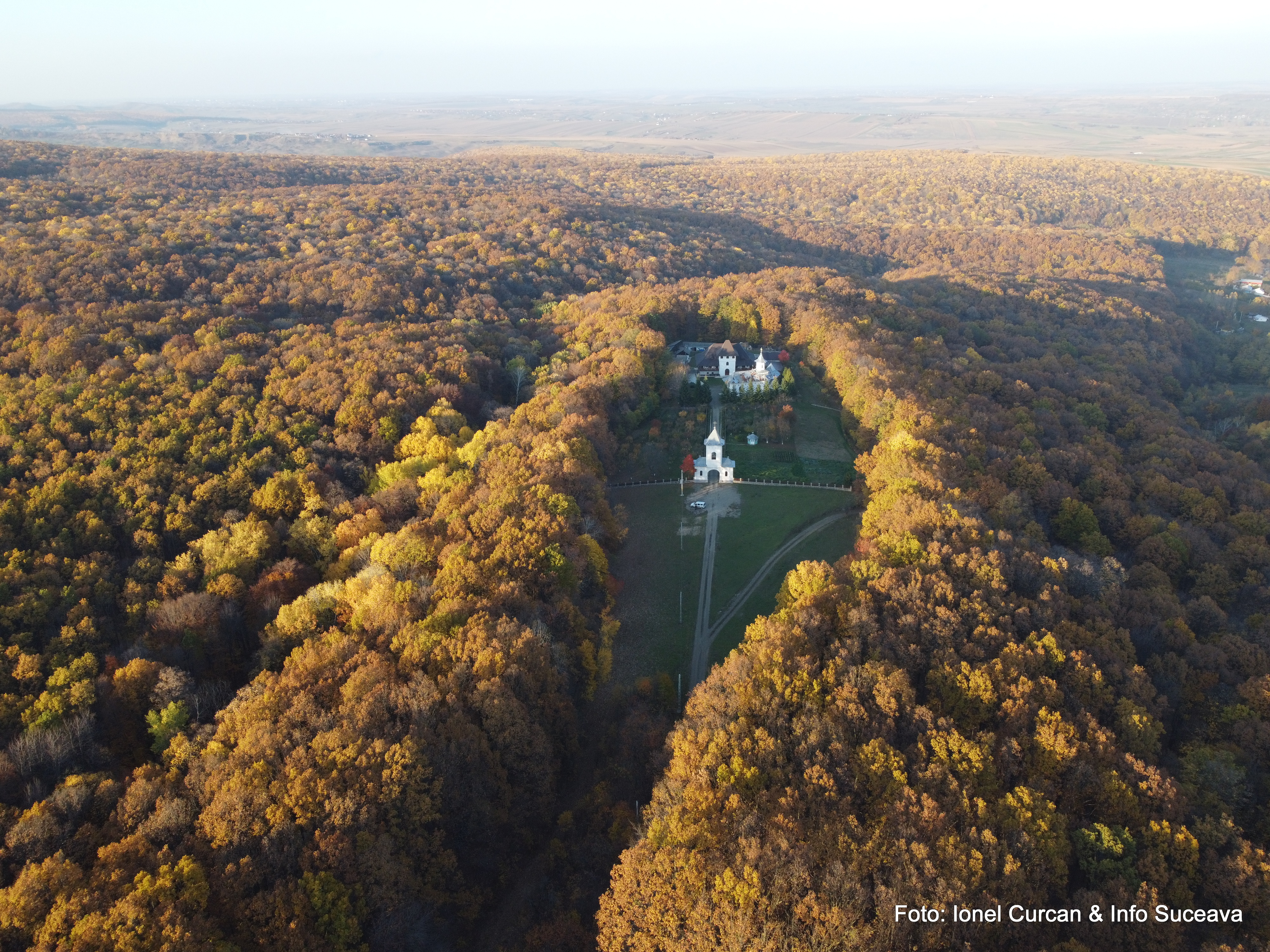
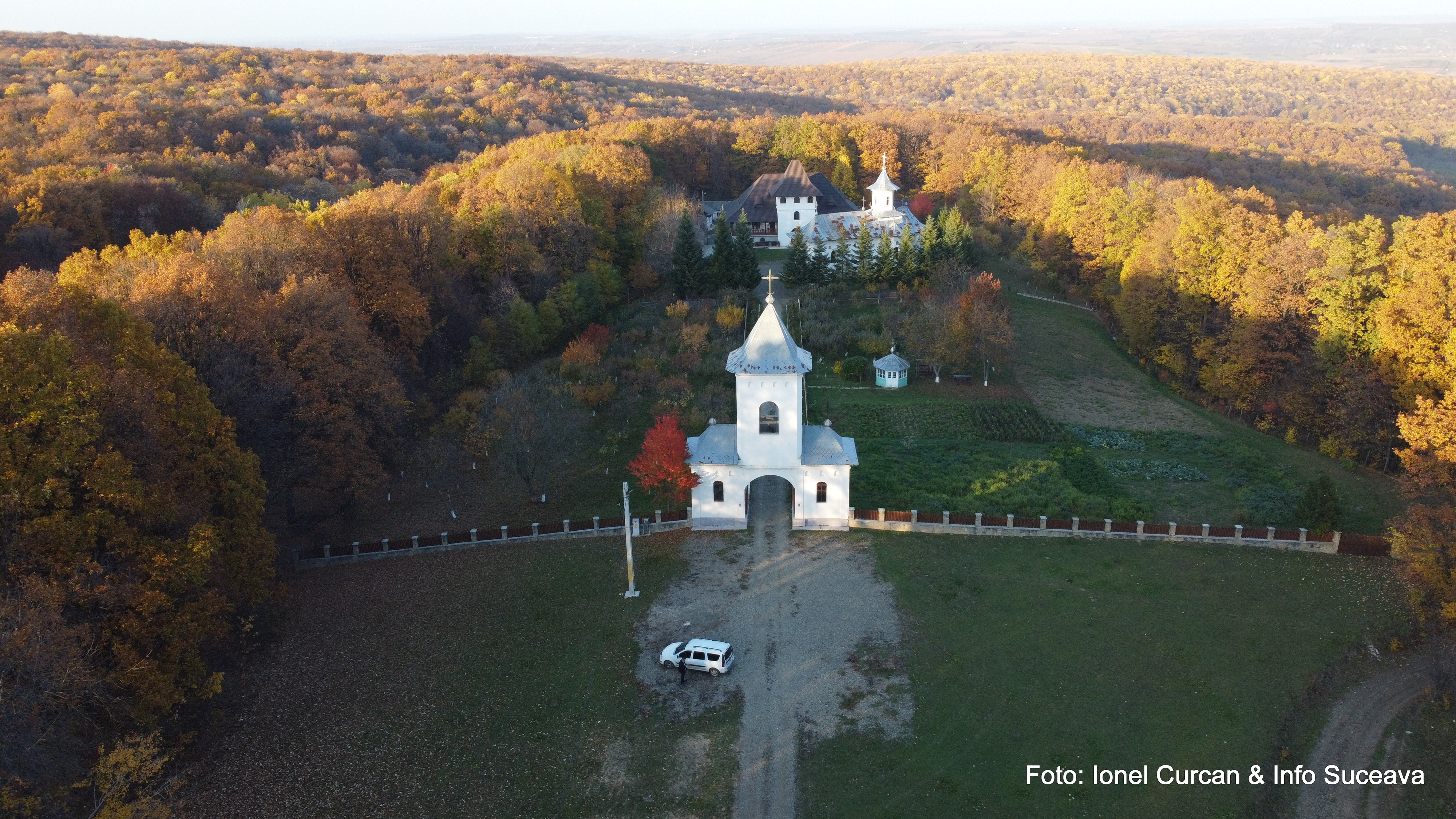
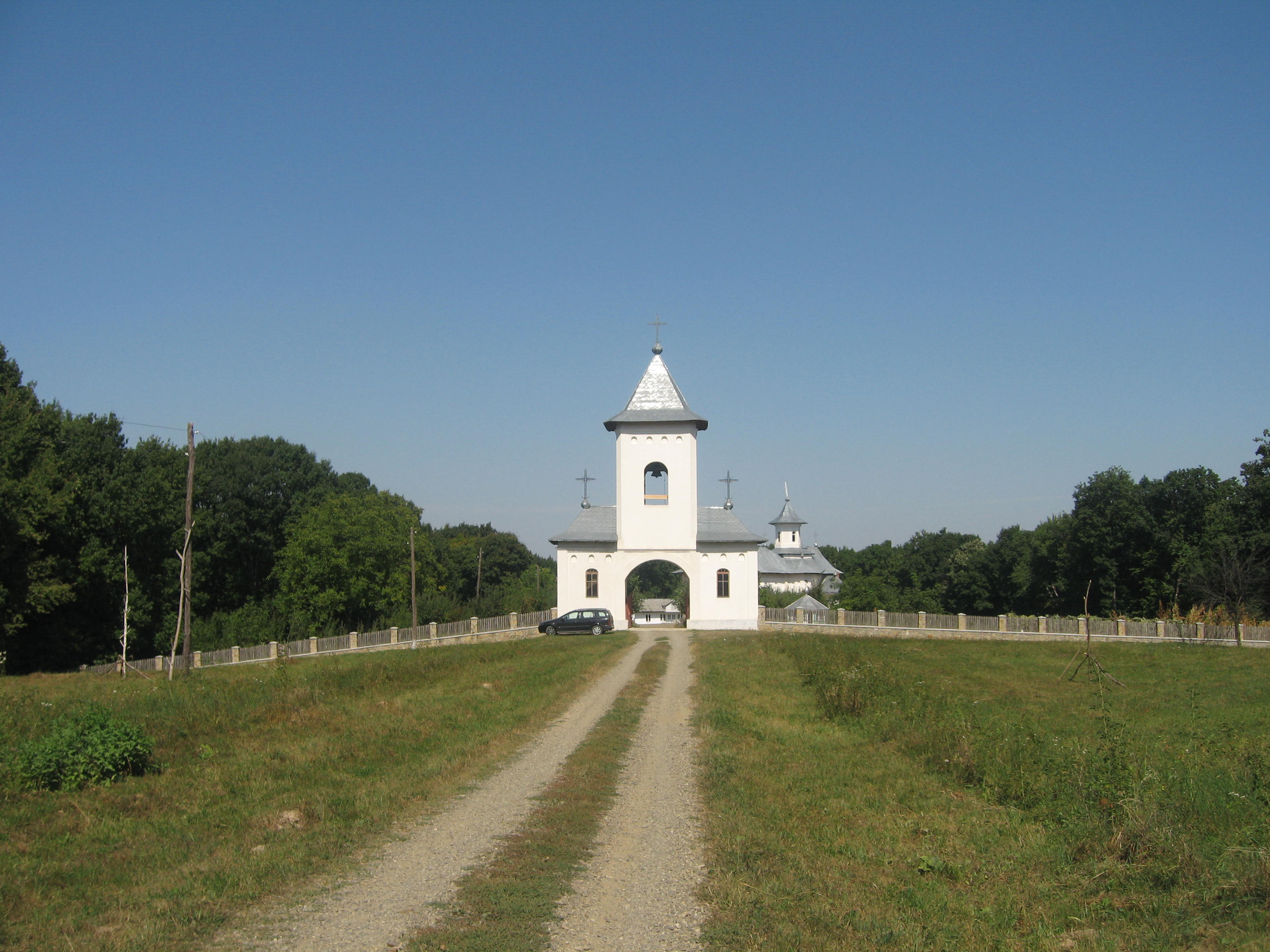
Drumul spre schit
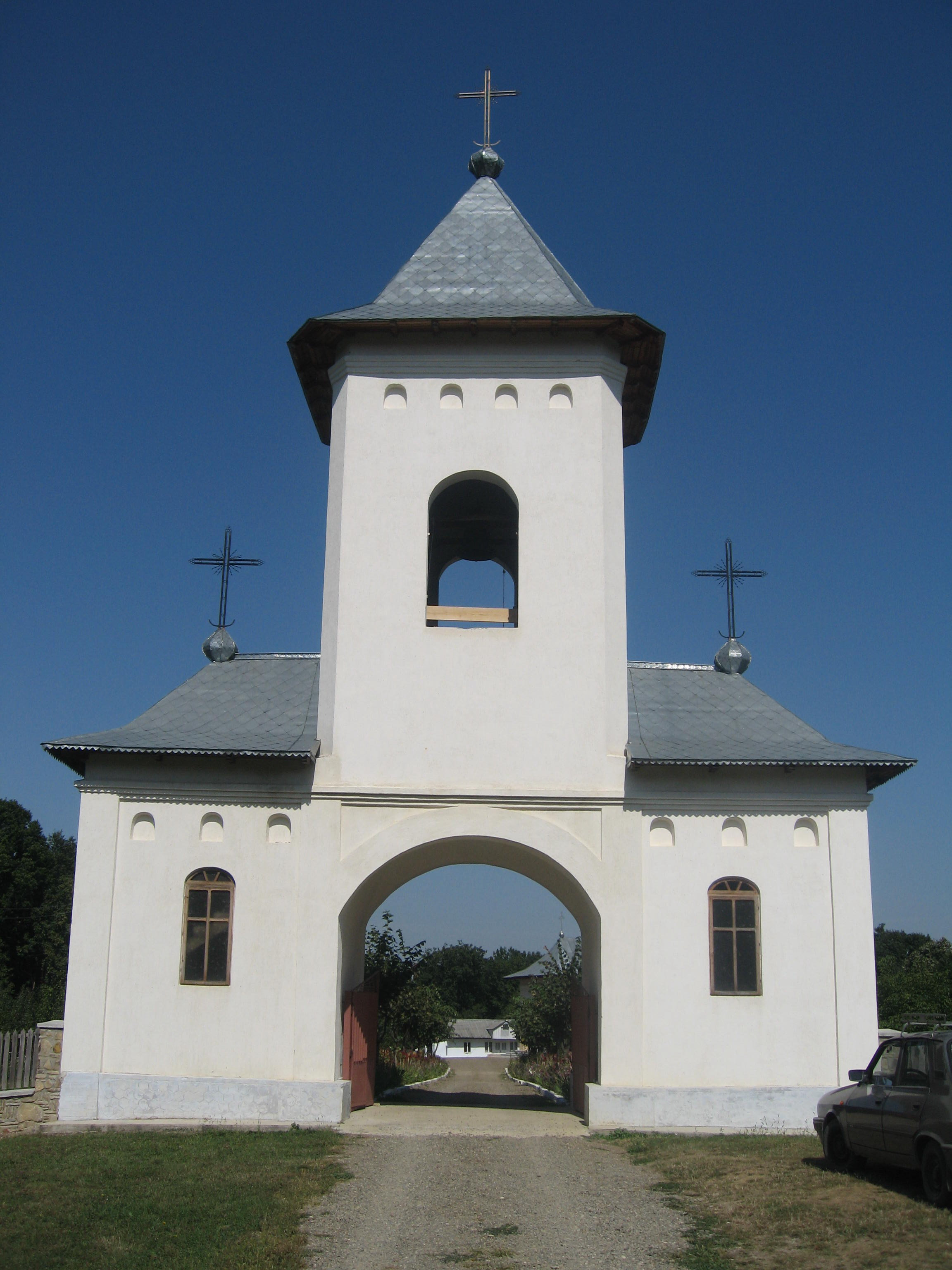
Turnul clopotniță
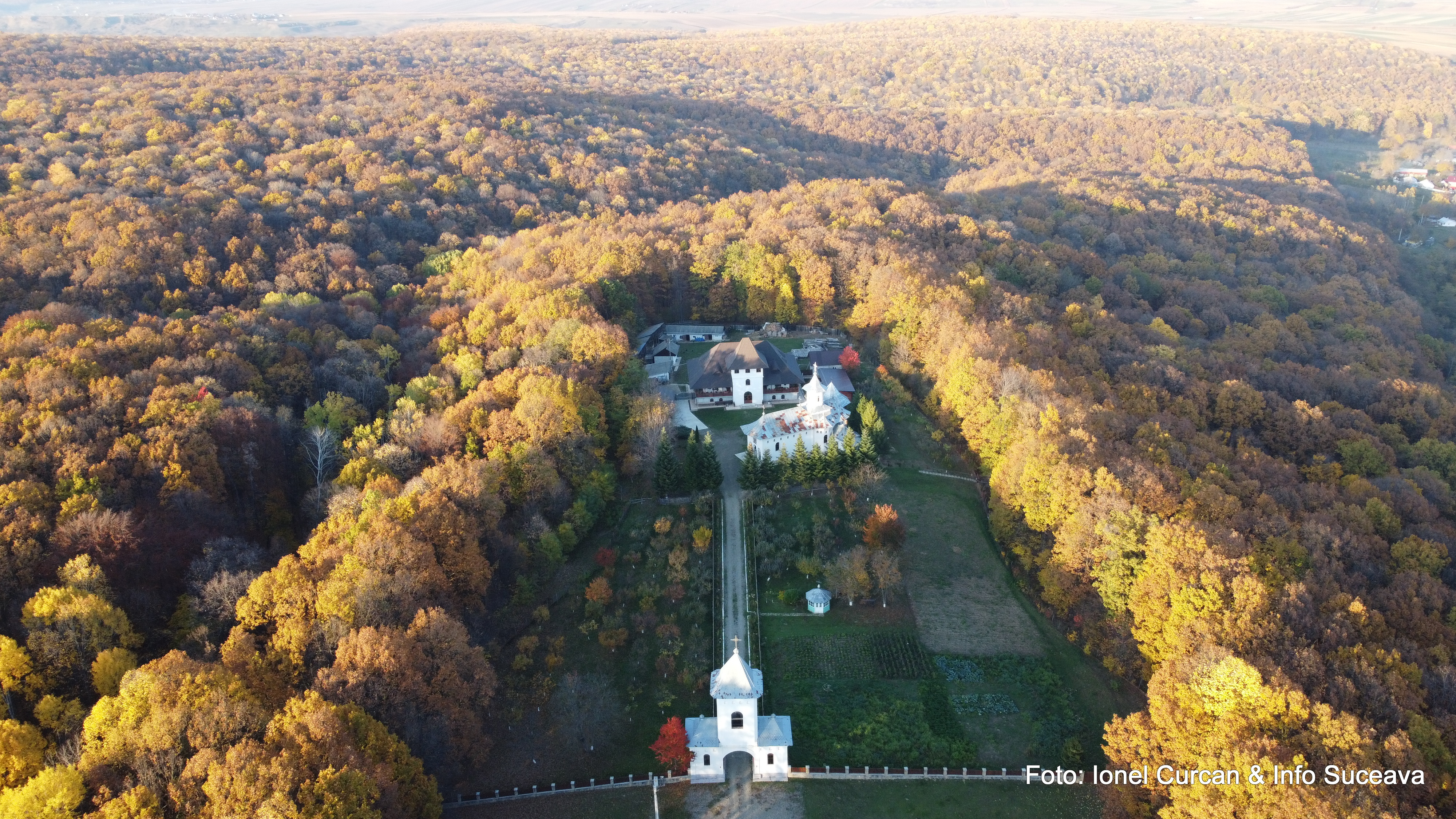
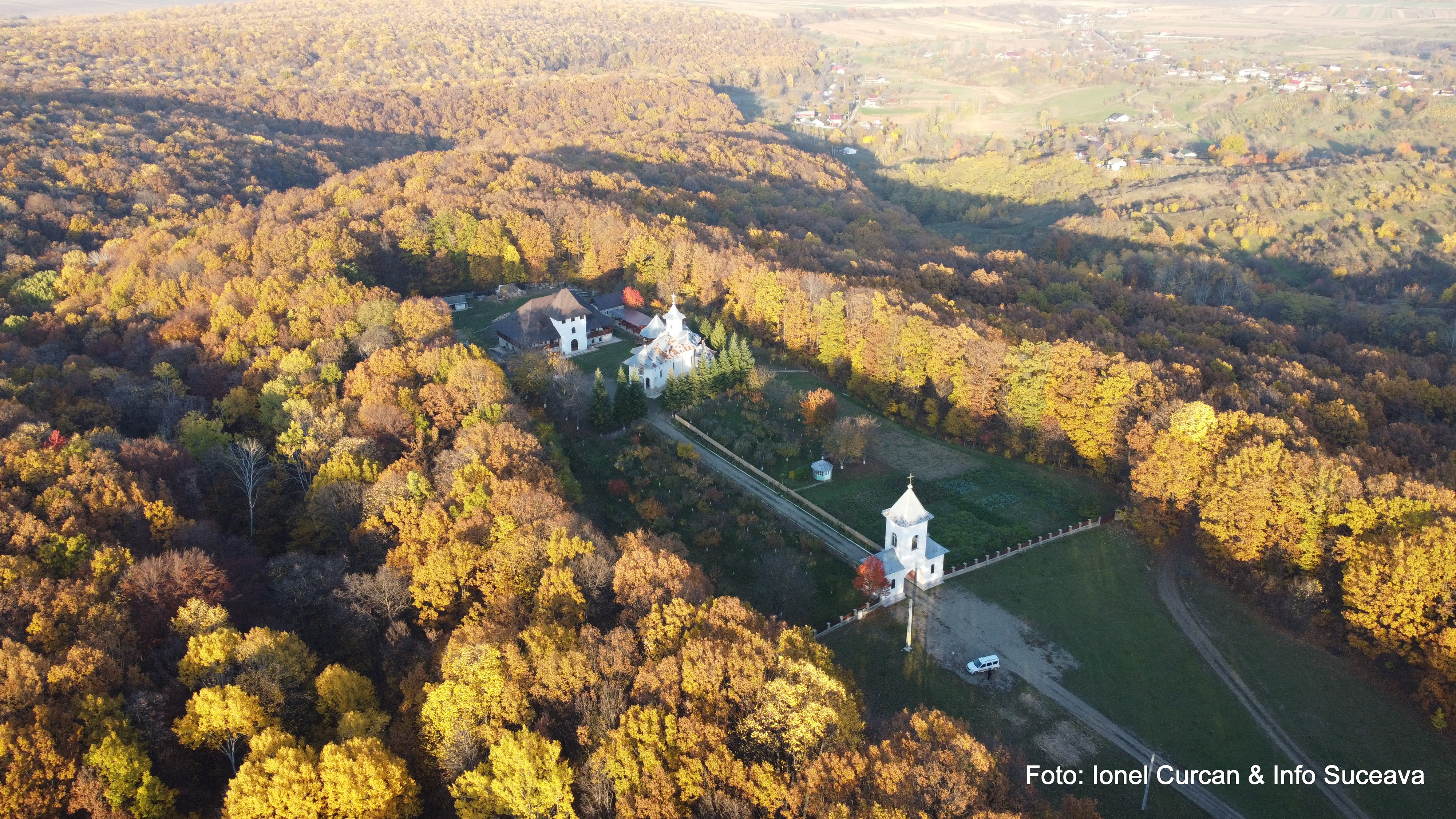
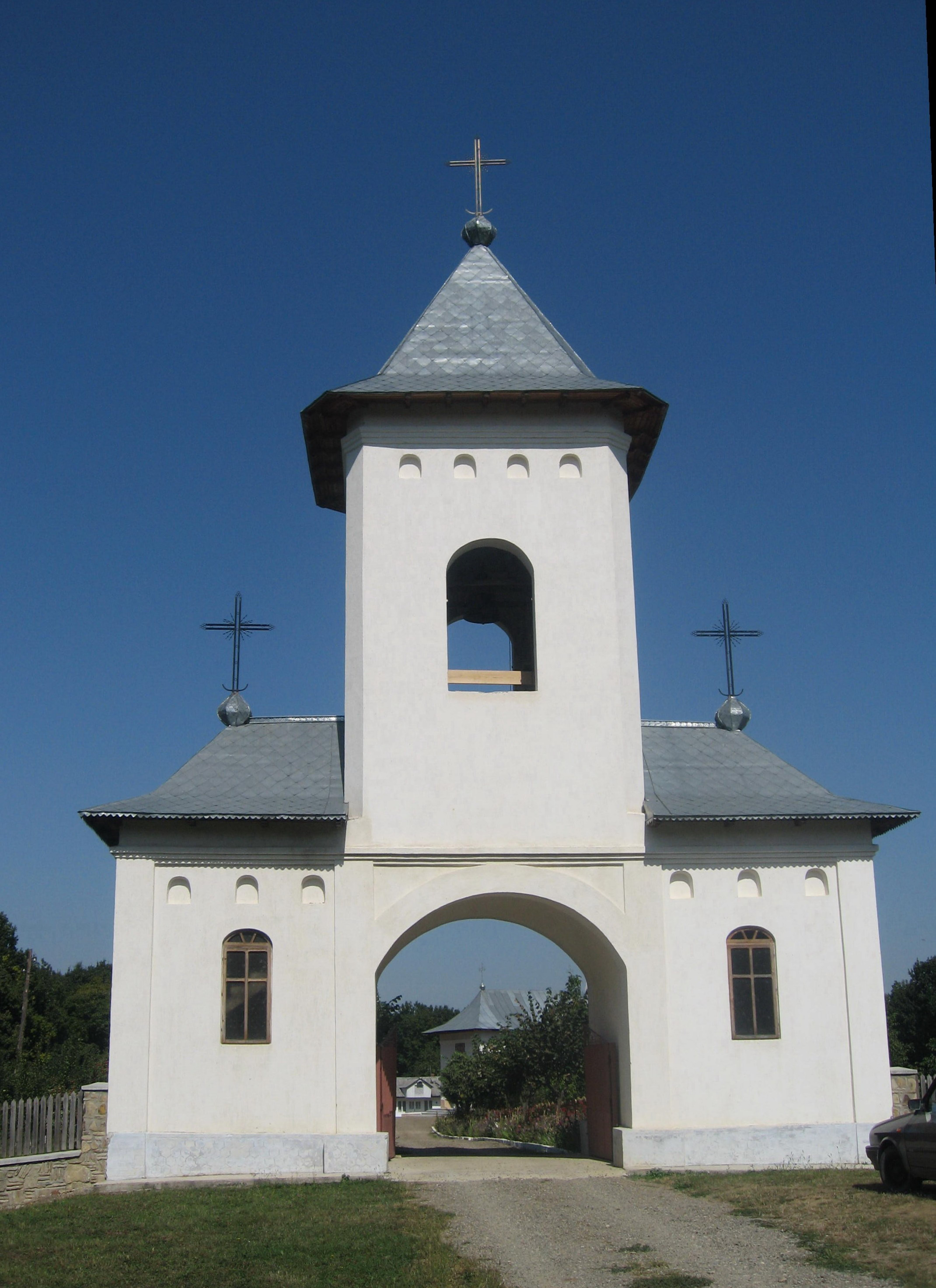
Turnul clopotniță
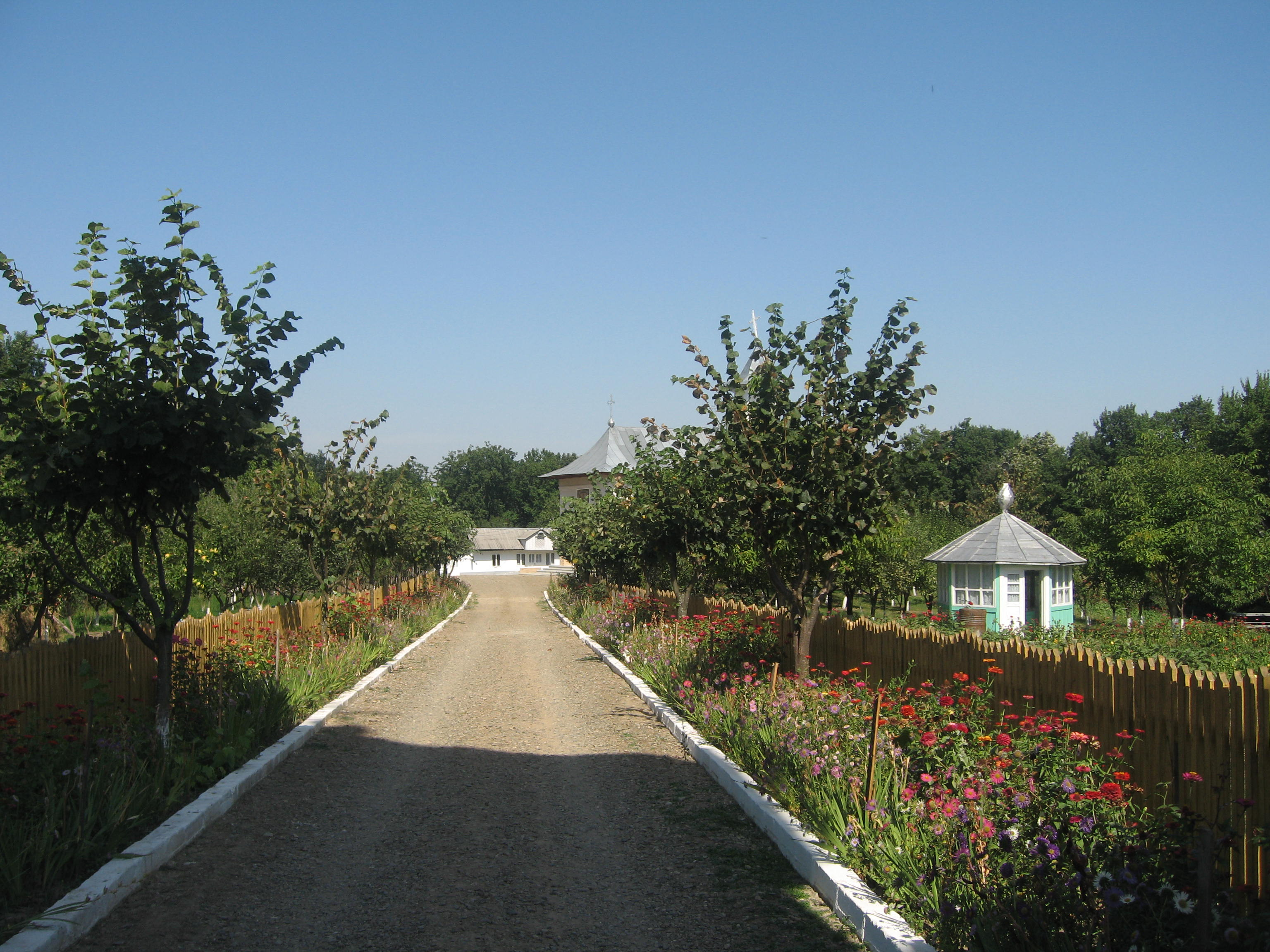
Drumul din curtea mănăstirii
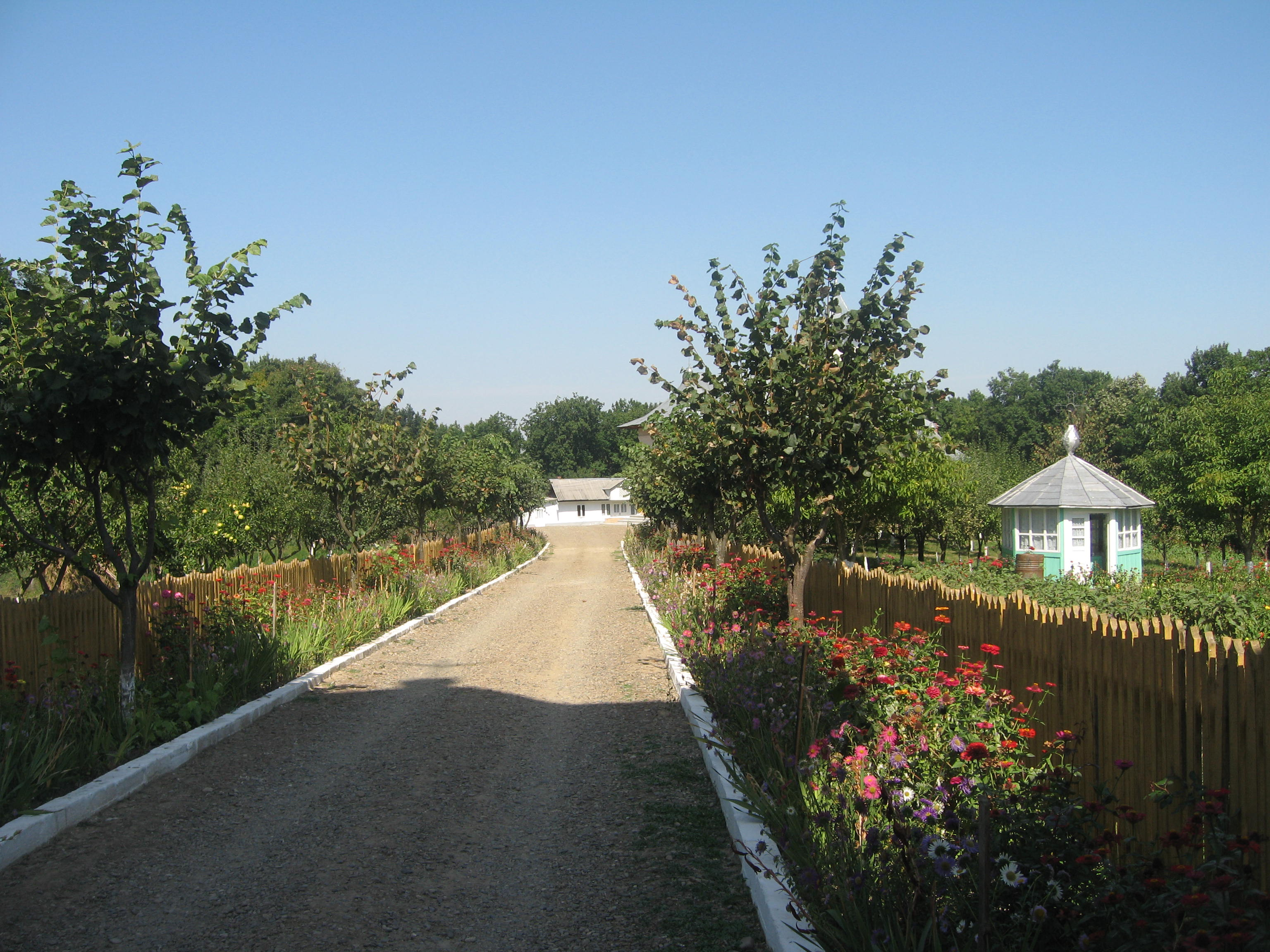
Drumul din curtea mănăstirii
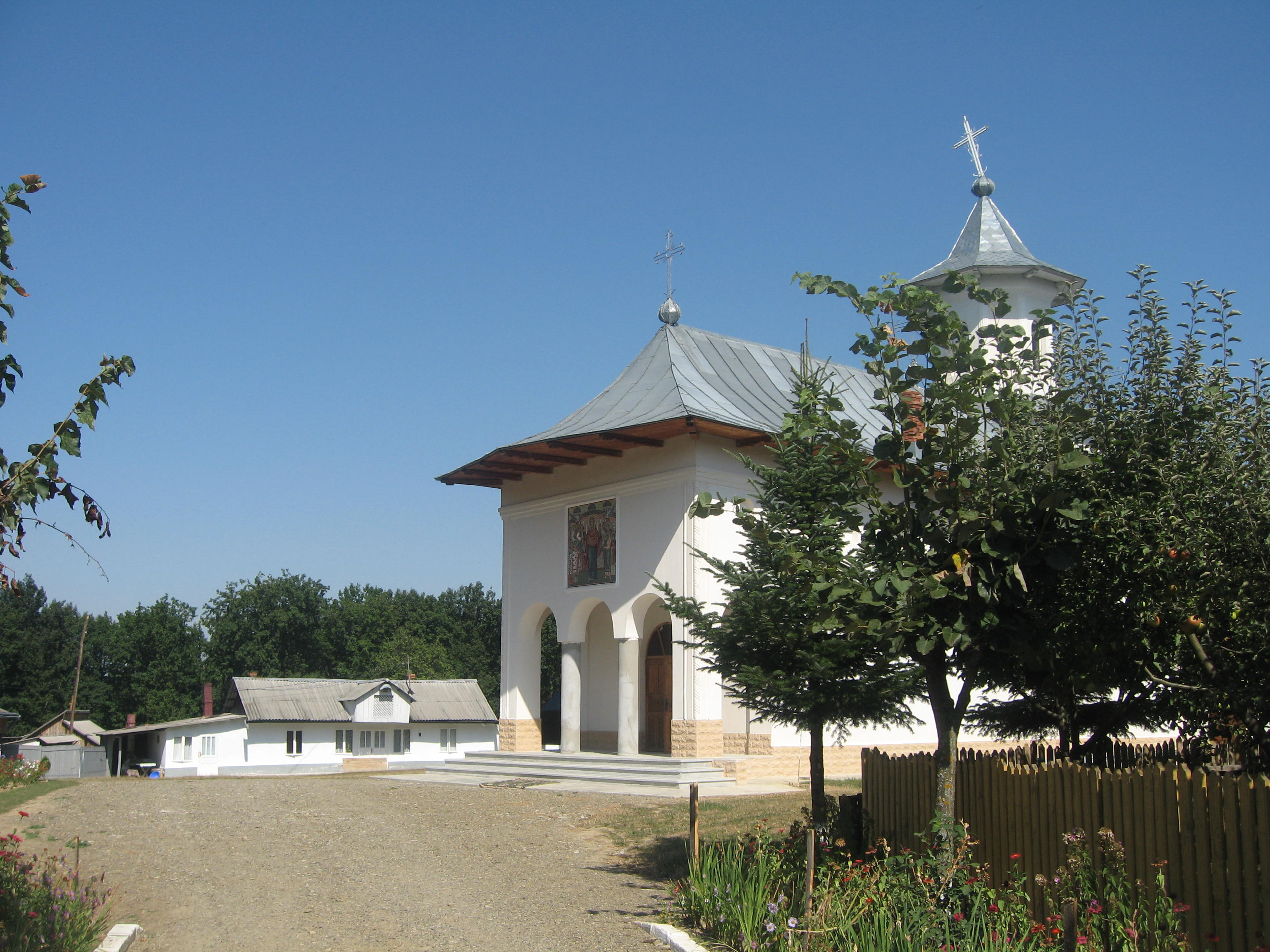
Biserica
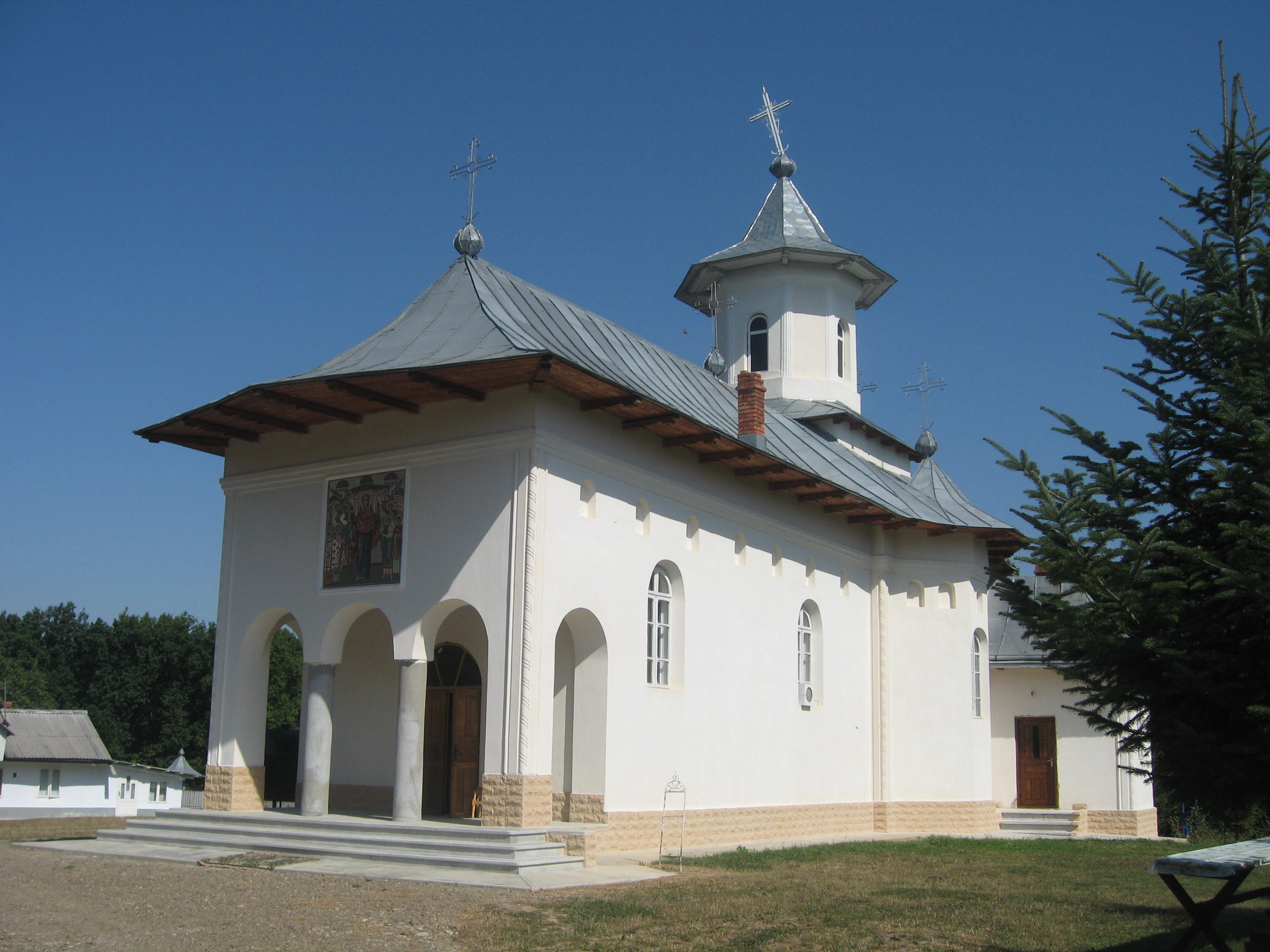
Biserica
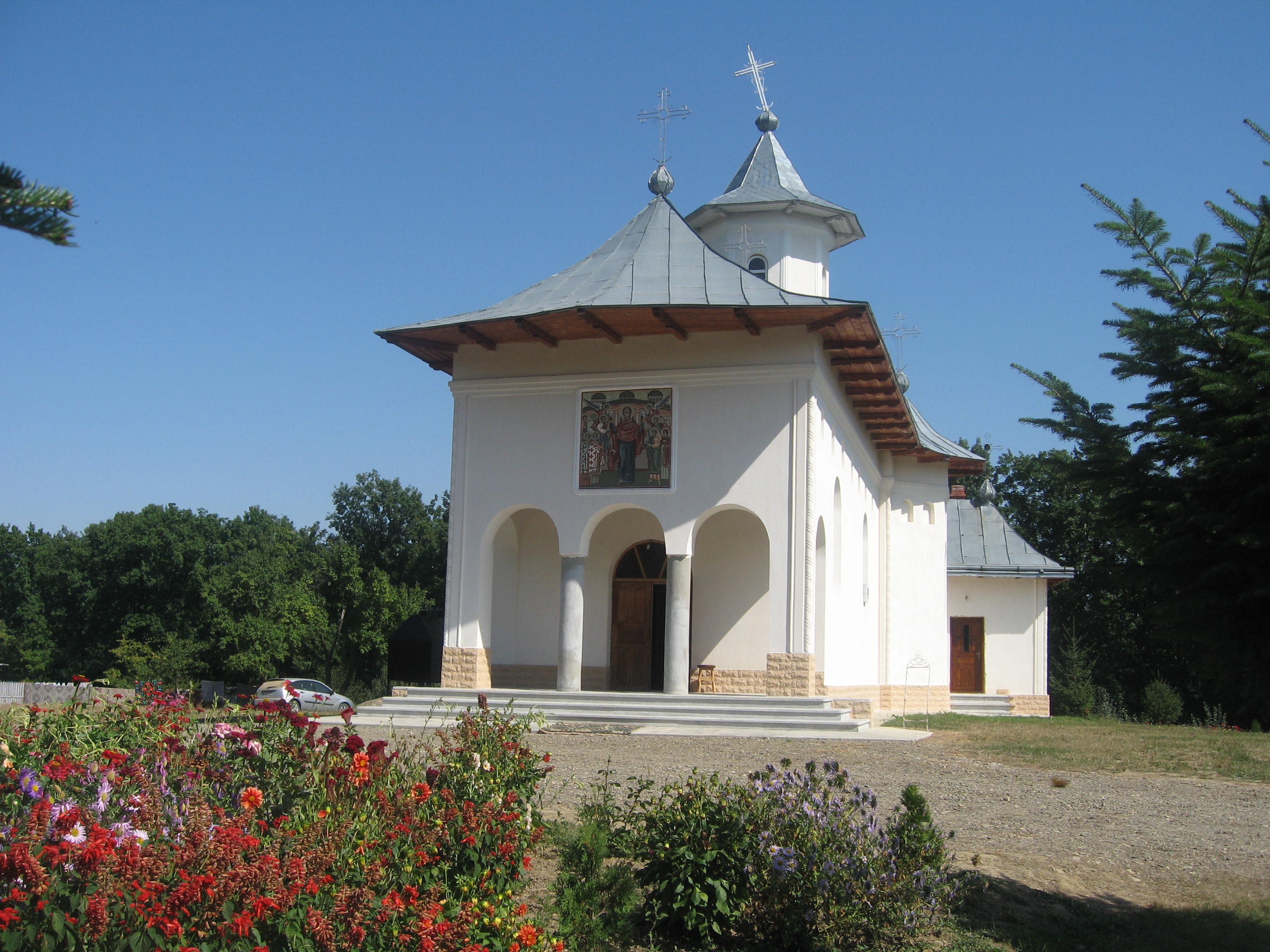
Biserica privită din față
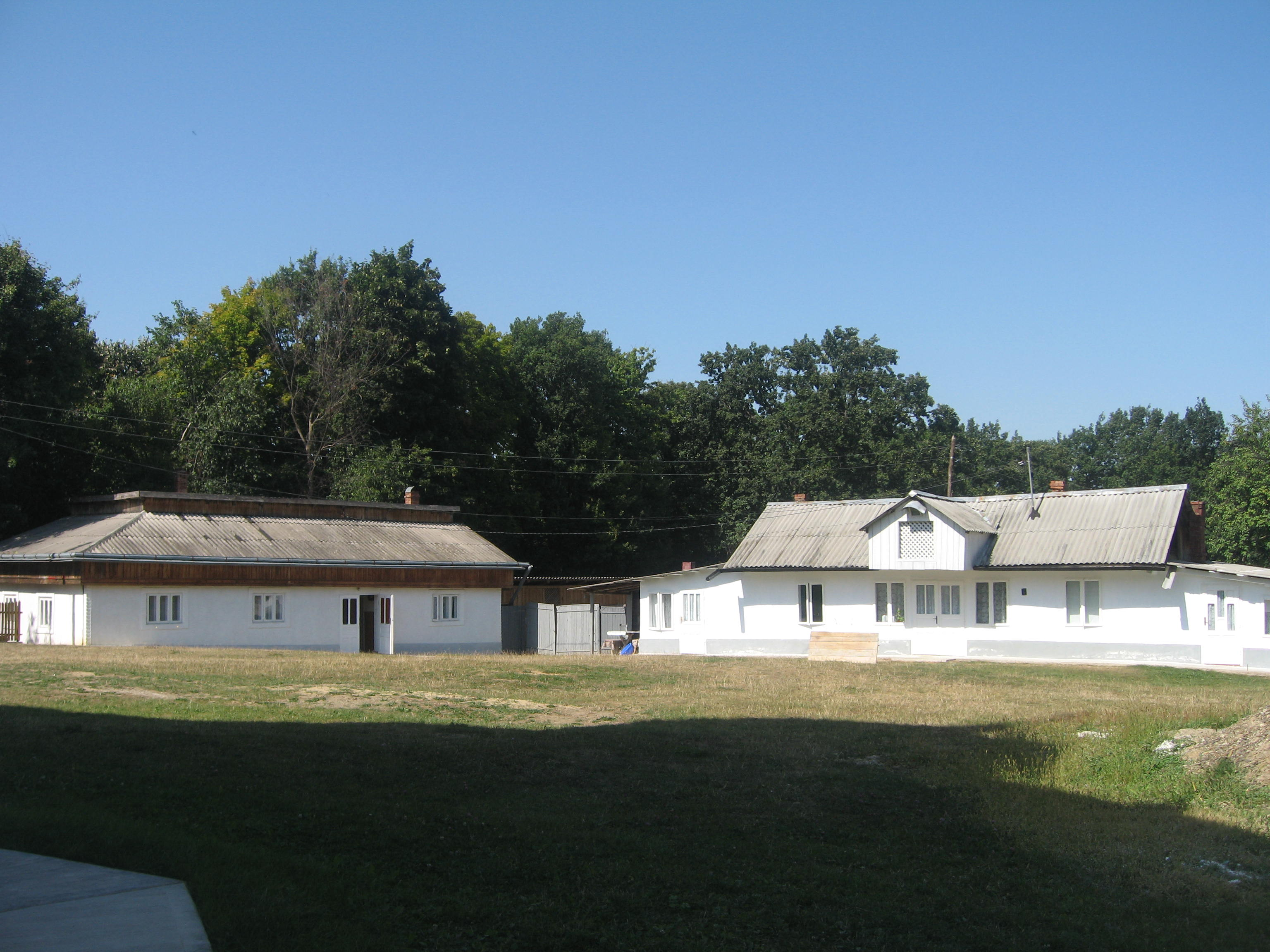
Chilii și anexe gospodărești
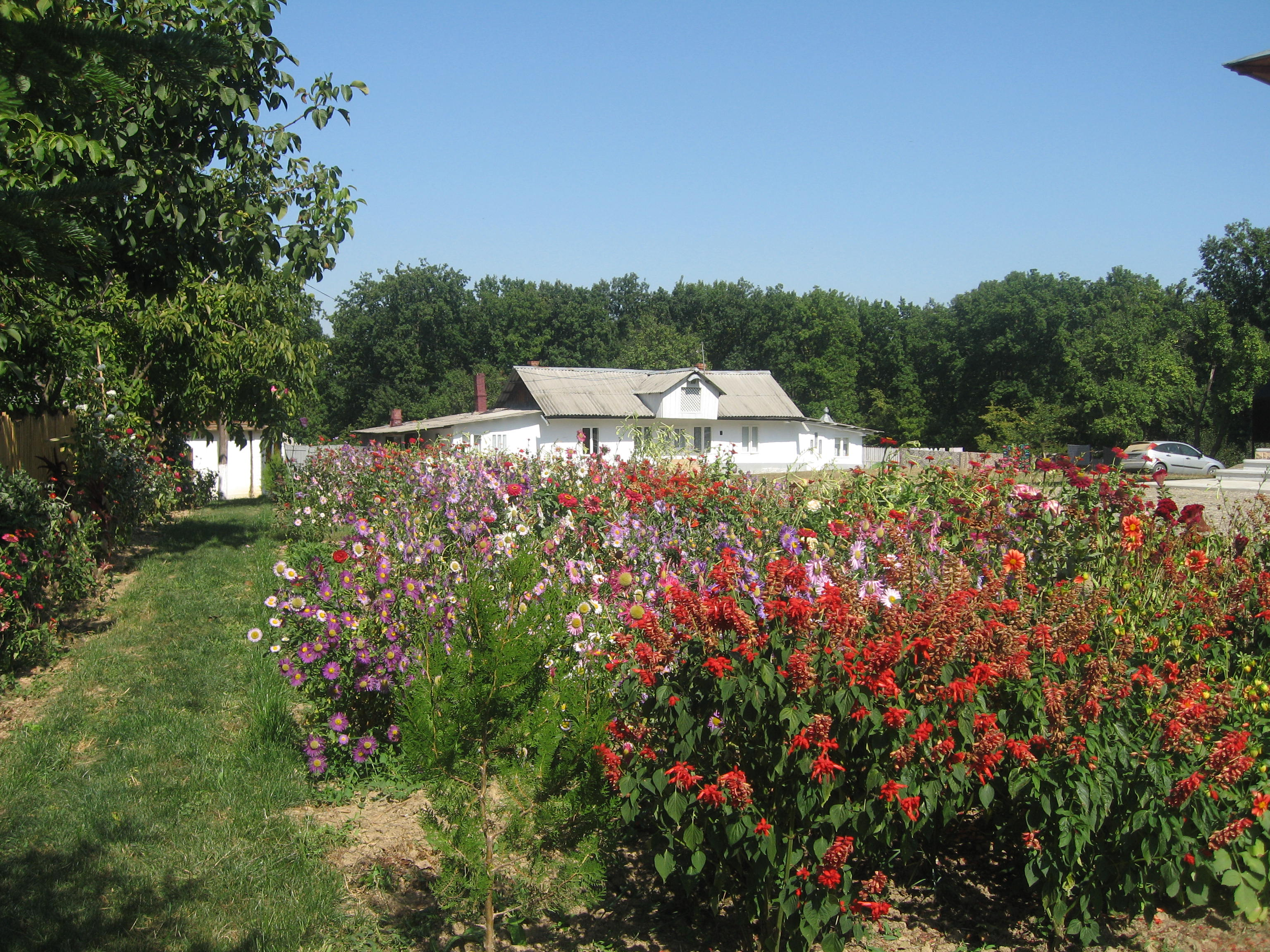
Flori în grădina mănăstirii
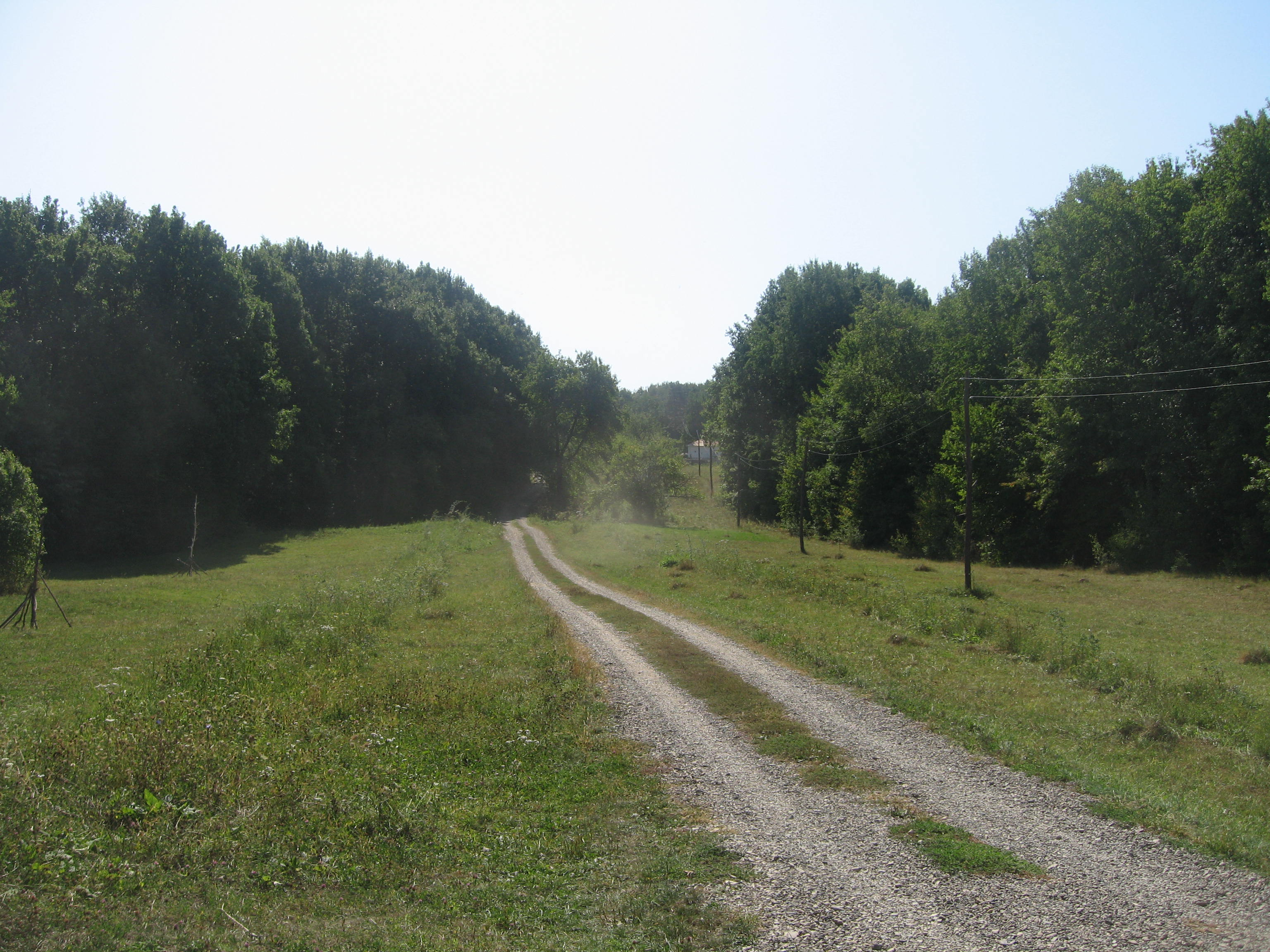
Drumul spre schit trece printr-o pădure
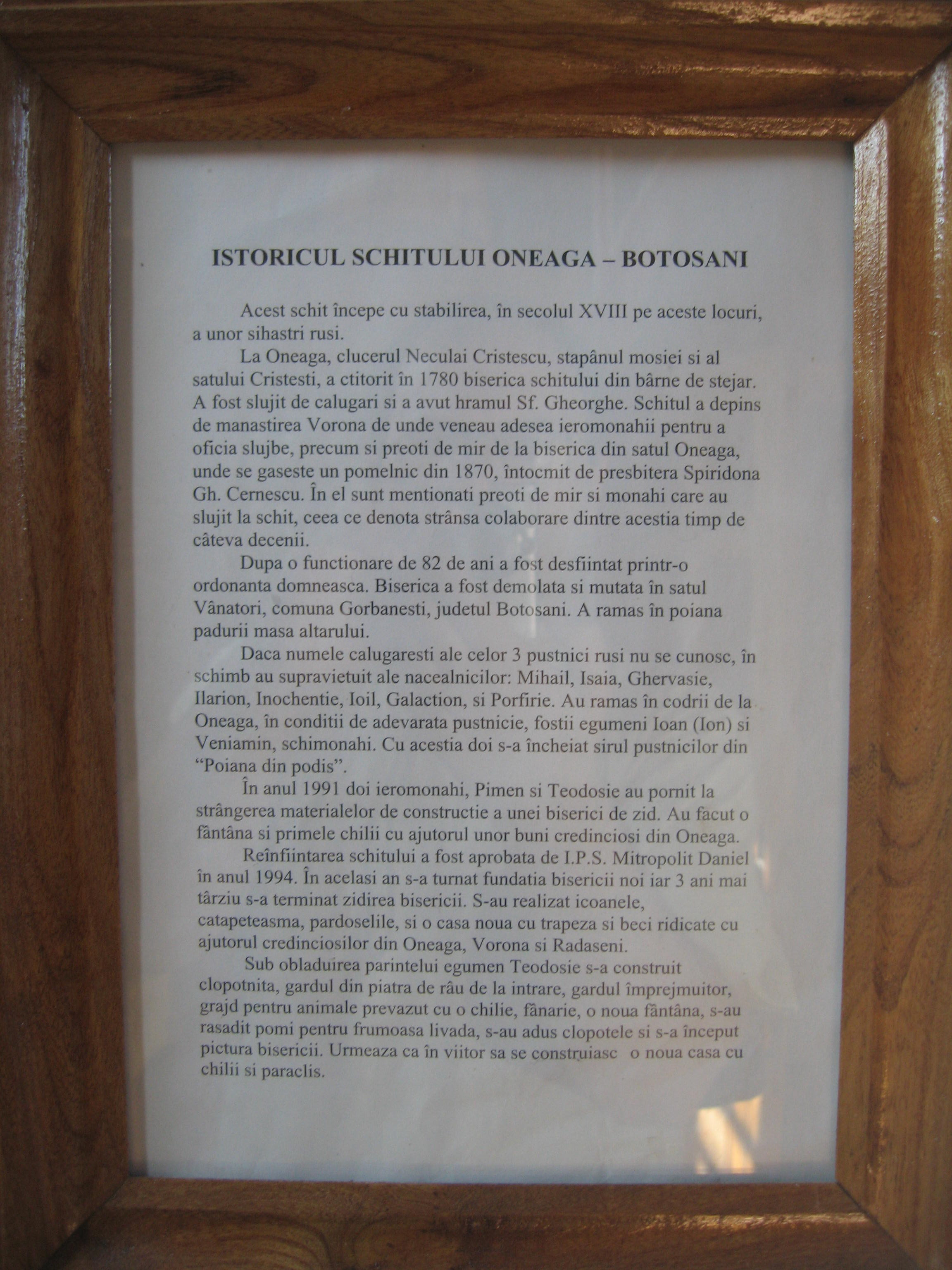
Istoricul schitului amplasat pe peretele bisericii